# Islam för nybörjare
Islam för nybörjare, originaltitel Make Me a Muslim, är en brittisk realityserie från 2007 som producerades för Channel 4. Den har även visats i Sveriges Television i februari 2011.

## Allmänt
I serien får ett antal sekulära (icke-religiösa) britter från Yorkshire leva enligt islam vad gäller bön, matvanor och klädkoder under en begränsad tid i syfte att de skall få ökad förståelse för hur ett muslimskt liv kan gestalta sig. Instruktioner till seriens deltagare levereas av imam Ajmal Masroor.
Serien kritiserades av en musikkritiker hos Helsingborgs Dagblad för att skapa en kulturell konflikt genom att i seriens första avsnitt fokusera på allt från deltagarnas vardagsliv som är förbjudet i islam. HD:s kritiker menade också att programmakarna fokuserade på teman som förbjuden mat och sexualitet på bekostnad av värderingar. Liknande kritik har även framförts i The Independent samt i den muslimska tidningen The Muslim News(en).

### Liknande program
Serien ledde till uppföljaren Bibeln för nybörjare (Make me a Christian), där några andra deltagare får leva som kristna under en period.
År 2013 gjorde BBC Three en liknande film med samma titel (Make Me a Muslim) där man får följa fem kvinnor som konverterar till islam.